# Anomalon levipectus
Anomalon levipectus är en stekelart som först beskrevs av Günther Enderlein 1921.  Anomalon levipectus ingår i släktet Anomalon och familjen brokparasitsteklar. Inga underarter finns listade i Catalogue of Life.